# Adolf Bachler (Eishockeyspieler)
Adolf „Adi“ Bachler (* 29. April 1938 in Kitzbühel; † 17. Mai 2017 ebenda) war ein österreichischer Eishockeyspieler, der seine gesamte Karriere in seiner Heimatstadt beim EC Kitzbühel verbrachte und 42 Länderspiele für die österreichische Nationalmannschaft absolvierte. Nach seinem Karriereende als Aktiver arbeitete er als Nachwuchstrainer.

## Leben und Karriere
Adi Bachler wurde am 29. April 1938 in Kitzbühel geboren und begann hier auf dem Kapserfeld mit dem Eishockeysport. Bereits in den 1950er Jahren gehörte er der Herrenmannschaft des EC Kitzbühel an, mit der er vor allem in den 1960er und 1970er Jahren große Erfolge feierte. Bereits in jungen Jahren schaffte er den Sprung in den österreichischen Nationalkader und durchlebte mit diesem ein Auf und Ab zwischen der A-, B- und einmal sogar C-Weltmeisterschaft. Fünfmal nahm er an einer B-Weltmeisterschaft und einmal an einer C-Weltmeisterschaft teil. 1964 wurde er zum Kapitän der österreichischen Olympiamannschaft ernannt, verpasste die Teilnahme an den Olympischen Winterspielen 1964 in Innsbruck jedoch aufgrund einer Verletzung. Die Österreicher scheiterten daraufhin in der Ausscheidungsrunde gegen Finnland und belegten in der anschließenden Platzierungsrunde den fünften Platz. In der Nationalmannschaft bildete er jahrelang mit den beiden KAC-Spielern Dieter Kalt und Sepp Puschnigg die erste Sturmlinie.
In der zweiten Saison der noch jungen österreichischen Eishockey-Bundesliga, der Spielzeit 1966/67, wurde Bachler mit 23 Toren aus 16 Spielen Torschützenkönig. Zu dieser Zeit, Ende der 1960er und Anfang der 1970er Jahre, galt Bachler als einer der besten österreichischen Eishockeyspieler. In den 1970er Jahren beendete er seine Karriere als Aktiver, fungierte danach jedoch noch viele Jahre als Eishockeytrainer, vor allem im Nachwuchsbereich. 1972 wurde ihm vom Österreichischen Eishockeyverband unter der Leitung von Walter Wasservogel das Ehrenzeichen in Silber „für besondere Verdienste um den österreichischen Eishockeysport“ verliehen. Noch bis in die frühen 2010er Jahre trat Bachler immer wieder als Eishockeyspieler – unter anderem bei Benefizspielen – in Erscheinung und arbeitete auch bis zu dieser Zeit als Nachwuchstrainer.
Zu seinem 70. Geburtstag heiratete Bachler seine langjährige Freundin Gerlinde. Anlässlich dieses Ehrentages erhielt er für seine sportlichen Verdienste eine Ehrenurkunde der Stadtgemeinde Kitzbühel.
Am 17. Mai 2017 starb Bachler 79-jährig in seiner Geburts- und Heimatstadt Kitzbühel und wurde am 19. Mai 2017 nach einem Trauergottesdienst in der Pfarrkirche Kitzbühel am Friedhof der Stadt beerdigt.